# Andoins
Andoins est une commune française, située dans le département des Pyrénées-Atlantiques en région Nouvelle-Aquitaine.

## Géographie

### Localisation
La commune d'Andoins se trouve dans le département des Pyrénées-Atlantiques, en région Nouvelle-Aquitaine.
Elle se situe à 15 km par la route de Pau, préfecture du département, et à 7 km de Morlaàs, bureau centralisateur du canton du Pays de Morlaàs et du Montanérès dont dépend la commune depuis 2015 pour les élections départementales. 
La commune fait en outre partie du bassin de vie de Pau.
Les communes les plus proches sont : 
Ouillon (1,8 km), Serres-Morlaàs (3,4 km), Artigueloutan (3,6 km), Ousse (3,9 km), Espéchède (4,0 km), Nousty (4,4 km), Limendous (4,9 km).
Sur le plan historique et culturel, Andoins fait partie de la province du Béarn, qui fut également un État et qui présente une unité historique et culturelle à laquelle s’oppose une diversité frappante de paysages au relief tourmenté.

### Communes limitrophes
Les communes limitrophes sont  Artigueloutan, Espéchède, Limendous, Morlaàs, Nousty, Ouillon et Sendets.
| Morlaàs       | Ouillon |           |
| Sendets       | Andoins | Espéchède |
| Artigueloutan | Nousty  | Limendous |

### Hydrographie

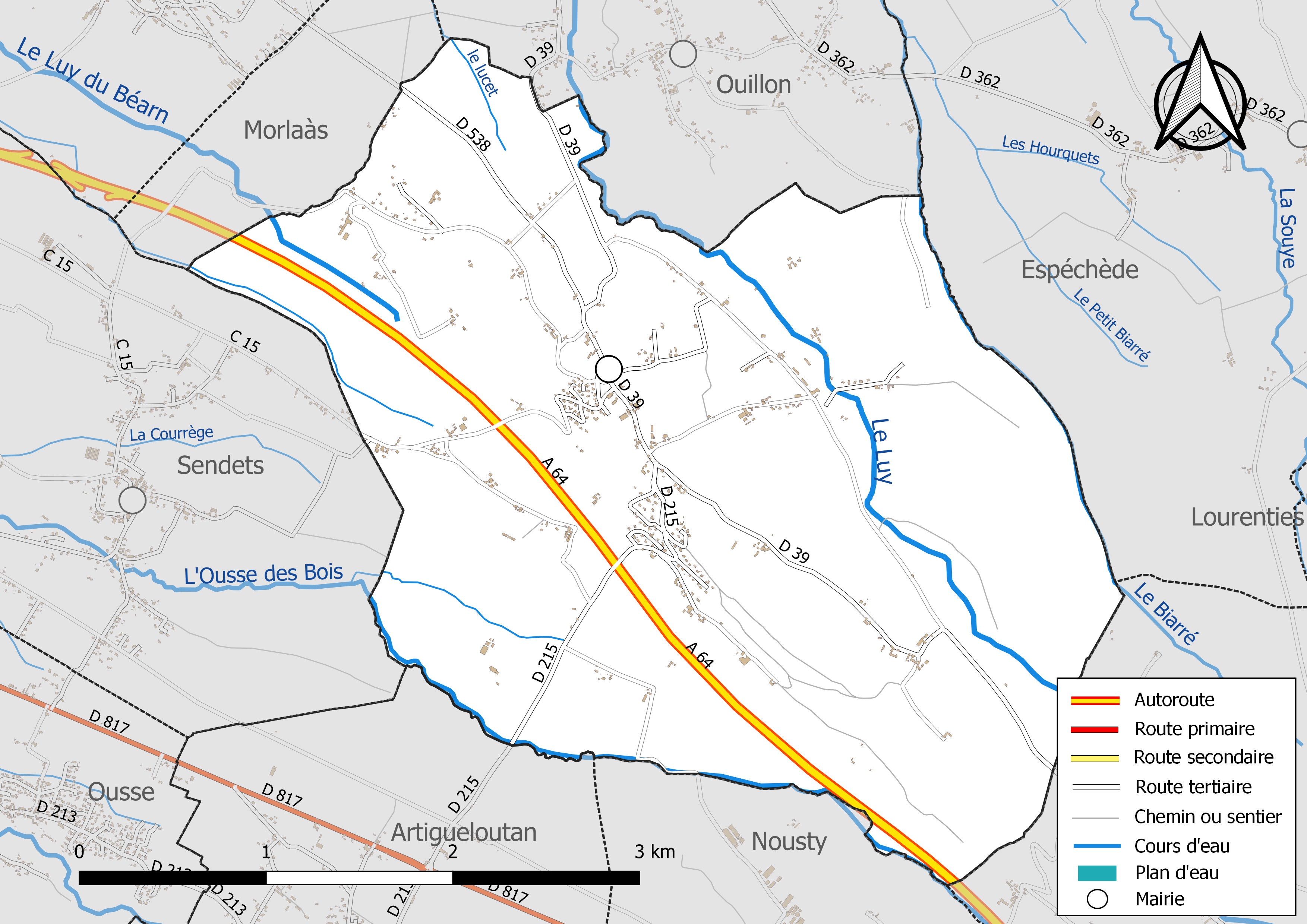
Réseaux hydrographique et routier d'Andoins.

La commune est drainée par le Luy, le Luy de Béarn, l'Ousse des Bois, le Biarré, le Lelusset, et par divers petits cours d'eau, constituant un réseau hydrographique de 13 km de longueur totale,.
Le Luy, d'une longueur totale de 154,5 km, prend sa source dans la commune d'Espoey et s'écoule d'est en ouest. Il traverse la commune et se jette dans l'Adour à Rivière-Saas-et-Gourby, après avoir traversé 65 communes.
Le Luy de Béarn, d'une longueur totale de 76,6 km, prend sa source à l'ouest du territoire communal, aux abords du hameau de Tourbet, et s'écoule du sud-est vers le nord-ouest. Il traverse la commune et se jette dans le Luy à Gaujacq, après avoir traversé 30 communes.
L'Ousse des Bois, d'une longueur totale de 32,3 km, prend sa source dans la commune de Limendous et s'écoule d'est en ouest. Il longe le sud de la commune, constituant une limite séparative, et se jette dans le gave de Pau à Denguin, après avoir traversé 13 communes.
Le Biarré, d'une longueur totale de 10,9 km, prend sa source dans la commune de Limendous et s'écoule du sud-est vers le nord-ouest. Il constitue une limite séparative est de la commune et se jette dans la Souye à Gabaston, après avoir traversé 6 communes.

### Climat
Pour des articles plus généraux, voir Climat de la Nouvelle-Aquitaine et Climat des Pyrénées-Atlantiques.
Historiquement, la commune est exposée à un climat de montagne.  
En 2020, Météo-France publie une typologie des climats de la France métropolitaine dans laquelle la commune est toujours exposée à un climat de montagne et est dans la région climatique Pyrénées atlantiques, caractérisée par une pluviométrie élevée (>1 200 mm/an) en toutes saisons, des hivers très doux (7,5 °C en plaine) et des vents faibles.
Pour la période 1971-2000, la température annuelle moyenne est de 12,4 °C, avec une amplitude thermique annuelle de 14,4 °C. Le cumul annuel moyen de précipitations est de 1 174 mm, avec 11,4 jours de précipitations en janvier et 7,9 jours en juillet. Pour la période 1991-2020, la température moyenne annuelle observée sur la station météorologique la plus proche, située sur la commune de Bénéjacq à 13 km à vol d'oiseau, est de 13,4 °C et le cumul annuel moyen de précipitations est de 1 244,1 mm,. Pour l'avenir, les paramètres climatiques de la commune estimés pour 2050 selon différents scénarios d’émission de gaz à effet de serre sont consultables sur un site dédié publié par Météo-France en novembre 2022.

### Milieux naturels et biodiversité
Aucun espace naturel présentant un intérêt patrimonial n'est recensé sur la commune dans l'inventaire national du patrimoine naturel,,.

## Urbanisme

### Typologie
Au 1er janvier 2024, Andoins est catégorisée commune rurale à habitat dispersé, selon la nouvelle grille communale de densité à sept niveaux définie par l'Insee en 2022.
Elle appartient à l'unité urbaine de Pau, une agglomération intra-départementale regroupant 55  communes, dont elle est une commune de la banlieue,,. Par ailleurs la commune fait partie de l'aire d'attraction de Pau, dont elle est une commune de la couronne,. Cette aire, qui regroupe 227 communes, est catégorisée dans les aires de 200 000 à moins de 700 000 habitants,.

### Occupation des sols

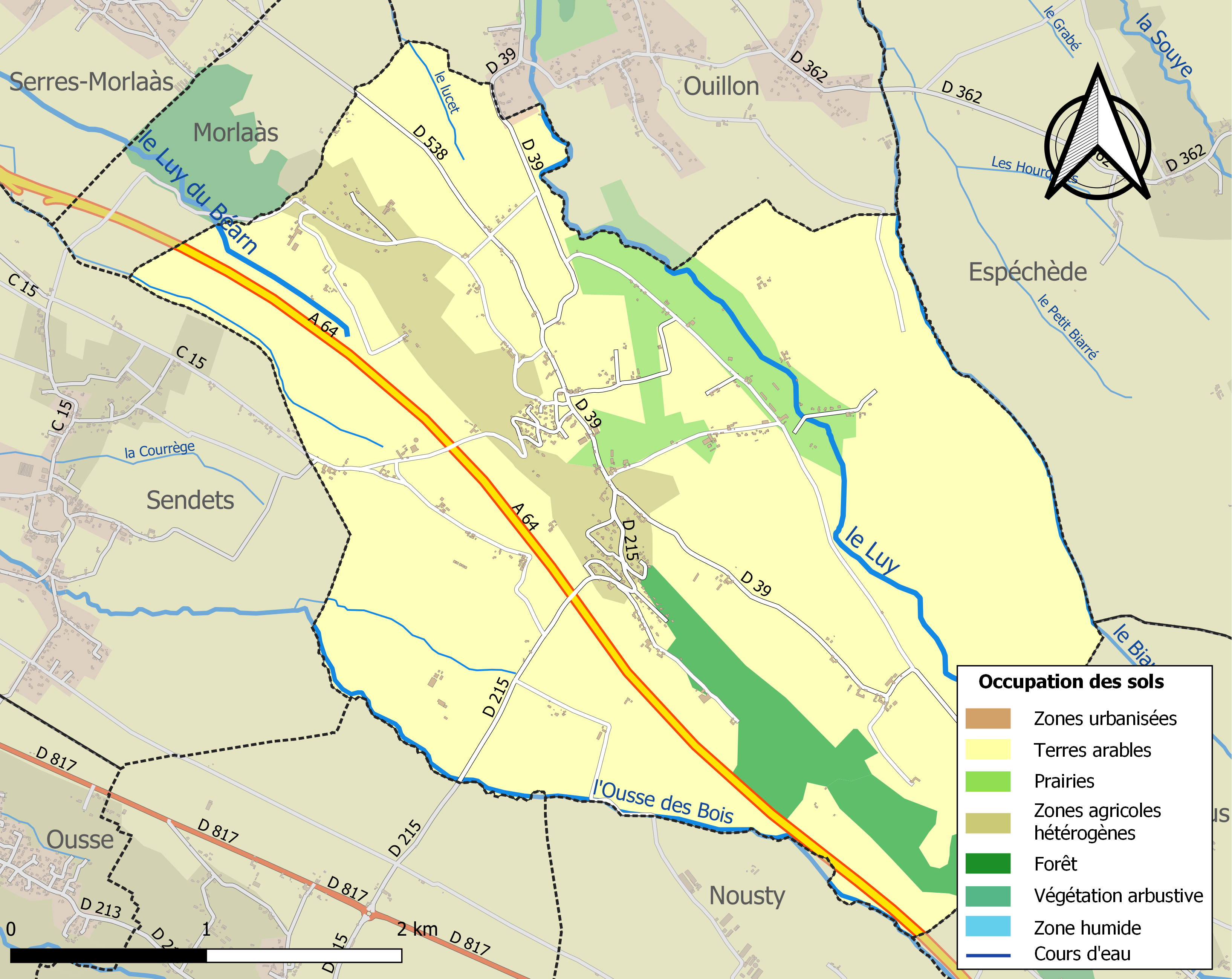
Carte des infrastructures et de l'occupation des sols de la commune en 2018 (CLC).

L'occupation des sols de la commune, telle qu'elle ressort de la base de données européenne d’occupation biophysique des sols Corine Land Cover (CLC), est marquée par l'importance des territoires agricoles (94,4 % en 2018), une proportion identique à celle de 1990 (94,4 %). La répartition détaillée en 2018 est la suivante : 
terres arables (80,2 %), zones agricoles hétérogènes (8,3 %), prairies (6 %), forêts (5,6 %). L'évolution de l’occupation des sols de la commune et de ses infrastructures peut être observée sur les différentes représentations cartographiques du territoire : la carte de Cassini (XVIIIe siècle), la carte d'état-major (1820-1866) et les cartes ou photos aériennes de l'IGN pour la période actuelle (1950 à aujourd'hui).

### Lieux-dits et hameaux
- Lous Augas[6]
- Baradat[6]
- Barrails[6]
- Bégué[6]
- Bordenave[6]
- Capdepon[27]
- Cazaux[6]
- Cazenave[6]
- Courriades[6]
- Freitet[28]
- Gabaix[6]
- Las Grabes[6]
- Hourcade[28]
- Lapoutge[6]
- Laulhé[6]
- Grange Laulhé[6]
- Lendrat
- Minvielle[6]
- Grange Montané[27]
- Pé-deu-Boscq[28]
- Peyré[6]
- Poublan[27]
- Puyau
- Teulé[6]
- Troubet[6]
- Vergez[6].

### Voies de communication et transports
La commune est desservie par les routes départementales 39, 215 et 538.

### Risques majeurs
Le territoire de la commune d'Andoins est vulnérable à différents aléas naturels : météorologiques (tempête, orage, neige, grand froid, canicule ou sécheresse), inondations et séisme (sismicité moyenne). Il est également exposé à un risque technologique,  le transport de matières dangereuses. Un site publié par le BRGM permet d'évaluer simplement et rapidement les risques d'un bien localisé soit par son adresse soit par le numéro de sa parcelle.

#### Risques naturels
Certaines parties du territoire communal sont susceptibles d’être affectées par le risque d’inondation par une crue à  débordement lent de cours d'eau, notamment le Luy, le Biarré, le Luy du Béarn et l'Ousse des Bois. La commune a été reconnue en état de catastrophe naturelle au titre des dommages causés par les inondations et coulées de boue survenues en 1982, 1993, 2009, 2011 et 2018,.

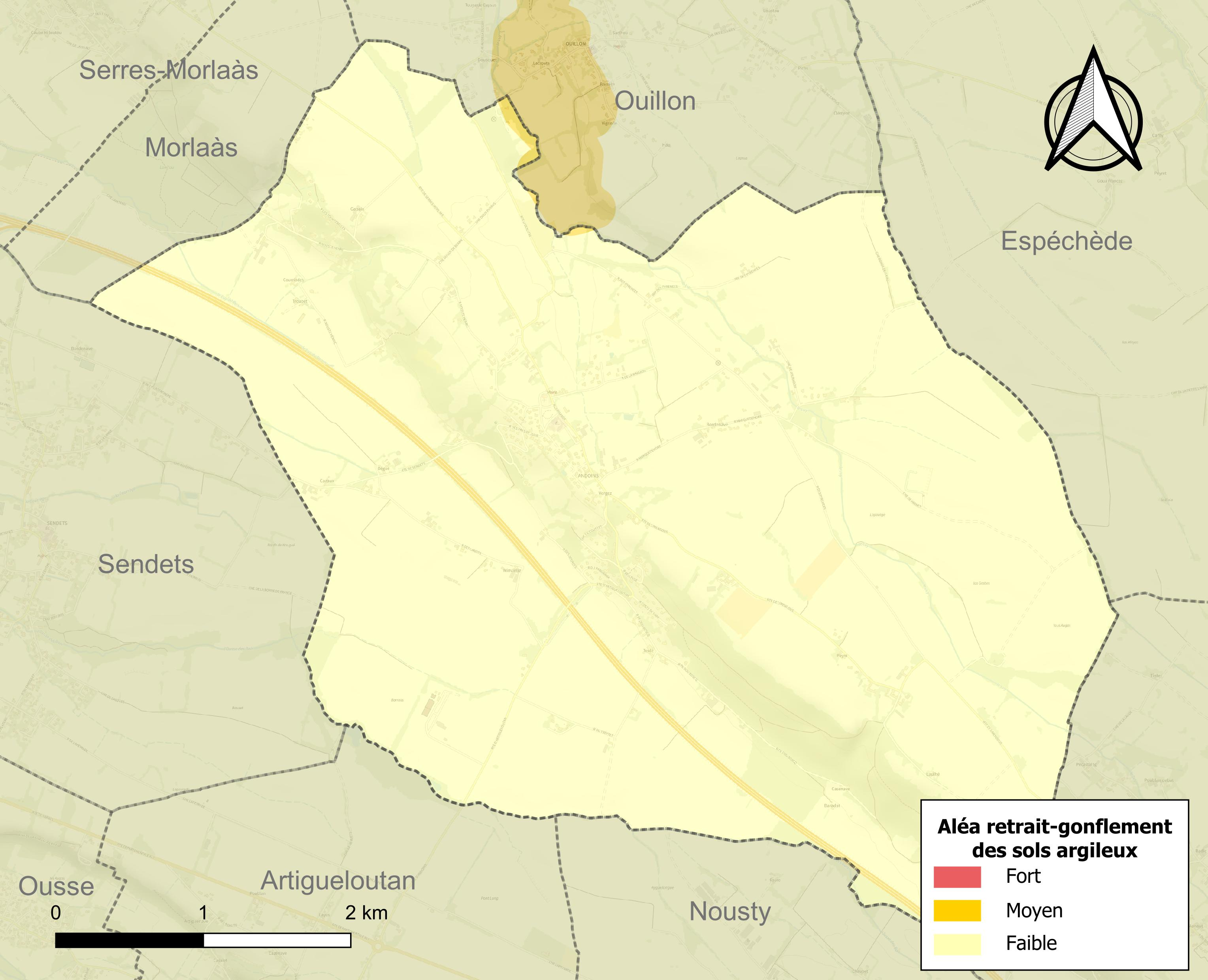
Carte des zones d'aléa retrait-gonflement des sols argileux d'Andoins.

Le retrait-gonflement des sols argileux est susceptible d'engendrer des dommages importants aux bâtiments en cas d’alternance de périodes de sécheresse et de pluie. 0,2 % de la superficie communale est en aléa moyen ou fort (59 % au niveau départemental et 48,5 % au niveau national). Depuis le 1er octobre 2020, en application de la loi ELAN, différentes contraintes s'imposent aux vendeurs, maîtres d'ouvrages ou constructeurs de biens situés dans une zone classée en aléa moyen ou fort,.

## Toponymie
Le toponyme Andoins apparaît sous les formes 
Andongns et Andongs (respectivement XIe siècle et 1101, cartulaire de Morlaàs), 
Andons (XIIe siècle, cartulaire de Lescar), 
Andoniœ (1270, cartulaire du château de Pau), 
Andonhs (XIIIe siècle, fors de Béarn) et 
Andoyns (XIVe siècle, censier de Béarn).
Son nom béarnais est Andonsh ou Andounch.
Brigitte Jobbé-Duval indique que le nom du village vient probablement du patronyme Antonius, aquitanisé en Anton, et augmenté du suffixe -tz induisant la propriété soit le domaine d’Anton.
Aus-Cités est un hameau d’Andoins mentionné en 1863 par le dictionnaire topographique Béarn-Pays basque.
Freitet était un bois de la commune en 1863, cité en 1457 dans le cartulaire d'Ossau.
Hourcade est un fief d’Andoins, mentionné sous la graphie La Forcade en 1385 (censier de Béarn).
La Marque-Debat est un hameau d’Andoins signalé par le dictionnaire de 1863, tout comme la Marque-Dehore.
Pé-deu-Boscq est une ferme de la commune, citée en 1863 par le dictionnaire topographique Béarn-Pays basque.

## Histoire
Andoins est le siège de la deuxième baronnie du Béarn, tout en revendiquant le titre de première détenu par Navailles. Les seigneurs d'Andoins apparaissent dès la fin du XIe siècle et semblent avoir occupé une place importante à la cour vicomtale ; la famille noble et féodale d'Andoins est aussi orthographiée d'Andouins (dont la célèbre Diane, la Belle Corisande (1554-1620), qui épouse en 1568 Philibert de Gramont, comte de Guiche (1552-1580) : parents d'Antoine II, 1er duc de Gramont),.
- Ne pas confondre avec une autre famille d'Andoins, marchands de Gan à l'origine : Guillaume d'Andoins († vers 1602/1605), fils d'Arnaud, fut anobli par Henri IV en mars 1591 et acquit en 1597 les seigneuries d'Artix et de Serres-Ste-Marie (achat de ces terres à réméré au duc de Gramont, fils héritier de Diane et Philibert), avant d'être admis en 1602 aux Etats de Béarn comme seigneur d'Andoins (un fief sis à Gan : cf. La maison Andoins de Gan, 1593, avec maintien féodal dans la descendance directe de Guillaume ou dans sa parentèle alliée jusqu'à la Révolution).
Paul Raymond note qu'Andoins était le siège d'une baronnie, comprenant également Limendous.
En 1385, Andoins comptait vingt feux et dépendait du bailliage de Pau.
La commune faisait partie de l'archidiaconé de Vic-Bilh, qui dépendait de l'évéché de Lescar et dont Lembeye était le chef-lieu.

## Politique et administration

### Liste des maires
| Période | Période  | Identité            | Étiquette | Qualité  |
| ------- | -------- | ------------------- | --------- | -------- |
| 1995    | 2001     | Jean Gabaix         |           |          |
| 2001    | 2014     | Isabelle Lahore     | MoDem     |          |
| 2014    | 2020     | Christian Roché     | SE        | Retraité |
| 2020    | En cours | Aude Lacaze-Labadie |           |          |

### Intercommunalité
Andoins fait partie de quatre structures intercommunales :
- l'agence publique de gestion locale ;
- la communauté de communes du Nord-Est Béarn ;
- le syndicat d'énergie des Pyrénées-Atlantiques ;
- le syndicat mixte d'eau et d'assainissement de la vallée de l'Ousse.

## Population et société

### Démographie
Le nom des habitants est Andonésiens.
L'évolution du nombre d'habitants est connue à travers les recensements de la population effectués dans la commune depuis 1793. Pour les communes de moins de 10 000 habitants, une enquête de recensement portant sur toute la population est réalisée tous les cinq ans, les populations de référence des années intermédiaires étant quant à elles estimées par interpolation ou extrapolation. Pour la commune, le premier recensement exhaustif entrant dans le cadre du nouveau dispositif a été réalisé en 2005.

En 2022, la commune comptait 724 habitants, en évolution de +13,66 % par rapport à 2016 (Pyrénées-Atlantiques : +3,78 %, France hors Mayotte : +2,11 %).
| 1793 | 1800 | 1806 | 1821 | 1831 | 1836 | 1841 | 1846 | 1851 |
| ---- | ---- | ---- | ---- | ---- | ---- | ---- | ---- | ---- |
| 510  | 446  | 404  | 542  | 555  | 539  | 538  | 558  | 568  |

| 1856 | 1861 | 1866 | 1872 | 1876 | 1881 | 1886 | 1891 | 1896 |
| ---- | ---- | ---- | ---- | ---- | ---- | ---- | ---- | ---- |
| 550  | 556  | 519  | 527  | 522  | 506  | 546  | 512  | 514  |

| 1901 | 1906 | 1911 | 1921 | 1926 | 1931 | 1936 | 1946 | 1954 |
| ---- | ---- | ---- | ---- | ---- | ---- | ---- | ---- | ---- |
| 454  | 475  | 419  | 368  | 380  | 382  | 354  | 315  | 319  |

| 1962 | 1968 | 1975 | 1982 | 1990 | 1999 | 2005 | 2006 | 2010 |
| ---- | ---- | ---- | ---- | ---- | ---- | ---- | ---- | ---- |
| 329  | 418  | 333  | 469  | 514  | 522  | 603  | 628  | 628  |

| 2015 | 2020 | 2022 | - | - | - | - | - | - |
| ---- | ---- | ---- | - | - | - | - | - | - |
| 619  | 675  | 724  | - | - | - | - | - | - |

Andoins fait partie de l'aire d'attraction de Pau.

## Culture locale et patrimoine

### Lieux et monuments

#### Patrimoine civil
Les vestiges d'un ensemble fortifié du XIe siècle témoignent du passé ancien de la commune. Andoins présente également un ensemble de demeures et de fermes datant des XVIIIe, XIXe et XXe siècles.
La commune comptait une fontaine miraculeuse, la houn de la febres ou houn deus maus et une chapelle détruite en 1569 (?) à l'emplacement de la croix de Lahitau. Un moulin à eau (moulin de Carrerot) est porté sur la carte de Cassini.

#### Patrimoine religieux
L'église Saint-Laurent actuelle a été reconstruite au  XIXe siècle (1847) avant d'être restaurée ne 1901. L'église est dédiée à saint Laurent de Rome.
Elle recèle du mobilier, des verrières, des tableaux, des statues et des objets inscrits à l'Inventaire général du patrimoine culturel. L'église antérieure est signalée au XVIe siècle, il est possible qu'il ne s'agisse pas de l'église primitive de la paroisse mais une ancienne chapelle castrale.

### Personnalités liées à la commune
Le monument funéraire de Guilhem Arnaud, baron d'Andoins mort en 1301, est exposé dans l'église de la commanderie de Caubin, sur la commune d'Arthez-de-Béarn.

### Héraldique
| Blason | Blasonnement : D'or au lion de sinople. |